# 貝爾羅斯 (紐約州)
貝爾羅斯（英語：Bellerose）是位於美國紐約州拿騷縣的村。

## 人口
根據2020年美國人口普查的數據，貝爾羅斯的面積為0.33平方千米，皆為陸地。當地共有人口1173人，而人口密度為每平方千米3,555人。